# Linda Nochlin
Linda Nochlin (nata Weinberg; Brooklyn, 30 gennaio 1931 – 29 ottobre 2017) è stata una storica dell'arte e scrittrice statunitense.
È stata docente di arte moderna al New York University Institute of Fine Arts, ed è stata una specialista di Gustave Courbet e del movimento pittorico realista in Francia. È diventata famosa per il suo articolo pionieristico del 1971 Perché non ci sono state grandi artiste?, pubblicato da ARTnews, che ha contribuito a fondare l'approccio femminista nella storia dell'arte.

## Biografia
Linda Natalie Weinberg, figlia di Jules Weinberg e Elka Heller (Weinberg) è cresciuta nel quartiere di Crown Heights a Brooklyn, New York. Ha frequentato la Brooklyn Ethical Cultural School, una scuola elementare progressista. Ha conseguito la laurea in filosofia al Vassar College nel 1951, un master in inglese alla Columbia University nel 1952 e un dottorato in storia dell'arte presso l'Institute of Fine Arts della New York University nel 1963.

### Carriera accademica
Dopo aver lavorato nel dipartimento di storia dell'arte presso la Yale University, nel Graduate Center della City University di New York (con Rosalind Krauss ) e al Vassar College, Nochlin ha cominciato a lavorare presso l'Institute of Fine Arts, dove ha insegnato fino alla pensione, nel 2013. Nel 2000 è stata pubblicata un'antologia di saggi che sviluppano i temi su cui la storica dell'arte ha lavorato nel corso della sua carriera, Self and History: A Tribute to Linda Nochlin.
Il suo maggiore interesse è stato l'indagine dei modi in cui il genere influenza la creazione e l'apprendimento dell'arte, come evidenziato dal suo saggio del 1994 Issues of Gender in Cassatt and Eakins. Oltre alla storia dell'arte femminista, Nochlin era conosciuta per il suo lavoro sul realismo, in particolare su Gustave Courbet, oggetto della sua tesi di laurea di dottorato e di un libro pubblicato nel 1966: Realism and Tradition in Art. Sources et Documents, 1848-1900.
Oltre alla sua brillante carriera accademica, Nochlin è stata membra dell'Art Advisory Council presso la International Foundation for Art Research.
Nochlin è stata co-curatrice di una serie di importanti mostre che esplorano la storia e le conquiste delle artiste:
- 1976 - Women Artists: 1550-1950 (con Ann Sutherland Harris) al Los Angeles County Museum of Art.[10]
- 2007 - Global Feminisms " al Brooklyn Museum.[11]

#### Donne artiste: 1550-1950
Nel 1976 Nochlin ha curato con Ann Sutherland Harris la mostra internazionale Women Artists: 1550-1950, la prima creata esclusivamente da artiste, in cui sono state esposti circa 150 dipinti di 83 pittrici europee ed americane. Nel catalogo della mostra, le curatrici scrissero: "La nostra intenzione nel mettere insieme queste opere di artiste europee e americane attive tra il 1550 e il 1950 è di far conoscere al pubblico il lavoro di artiste, la cui dimenticanza é in gran parte dovuta al loro sesso, e per imparare di più su come e perché queste donne sono emerse come rare eccezioni nel XVI secolo, e sono gradualmente diventate più numerose fino a che non furono accettate in gran parte nel mondo dell'arte e della cultura". La mostra, itinerante, si è svolta in musei quattro città: il Los Angeles County Museum of Art di Los Angeles, il Jack S. Blanton Museum of Art presso l'Università del Texas ad Austin, il Carnegie Museum of Art di Pittsburgh, in Pennsylvania, il Brooklyn Museum di New York City.

#### Femminismi globali
Nel marzo 2007 Nochlin ha curato con Maura Reilly la mostra d'arte femminista Global Feminisms presso l'Elizabeth A. Sackler Center for Feminist Art al Brooklyn Museum di New York. È stata la prima mostra internazionale dedicata esclusivamente all'arte femminista, e comprendeva opere di circa 88 artiste donne di tutto il mondo. La mostra includeva diversi tipi di materiali artistici, come fotografia, video, performance, pittura e scultura. L'obiettivo della mostra era quello di andare oltre il marchio dominante del femminismo occidentale, mostrando le diverse interpretazioni del femminismo e dell'arte femminista in una prospettiva globale.

### Storia dell'arte femminista
Nel 1971 la rivista ArtNews pubblicò il saggio di Nochlin Perché non ci sono state grandi artiste?, in cui l'autrice esplorava i presupposti incorporati nella domanda del titolo, considerando la natura stessa dell'arte insieme alle ragioni per cui la nozione di genio artistico è stata riservata agli uomini, come Michelangelo. Secondo Nochlin significative barriere sociali hanno impedito alle donne di perseguire l'arte, fra cui la loro esclusione dalle accademie: "Il vero miracolo risiede nelle artiste che nonostante gli ostacoli hanno tentato, e hanno raggiunto il successo".
Nel 2001, in occasione del trentesimo anniversario della pubblicazione del suo articolo, è stata organizzata una conferenza presso l'Università di Princeton nel 2001, Women artists at the millennium, nel quale gli storici dell'arte si sono interrogati sulle opere di alcune famose artiste, come Louise Bourgeois, Eva Hesse, Francesca Woodman, Carrie Mae Weems e Mona Hatoum, alla luce dell'eredità di trent'anni di storia dell'arte femminista. Negli atti del convegno pubblicati è stato incluso il saggio di Nochlin "Why have there been no great women artists?" : thirty years after.
Nel suo saggio del 1994 Starting from Scratch: The Beginnings of Feminist Art History (Trad.: Cominciando dall'inizio: il punto di partenza del femminismo nella storia dell'arte), Nochlin riflette sul suo risveglio come femminista e sull'impatto che ha avuto nella sua vita la borsa di studio cui ha potuto accedere e l'insegnamento: "Nel 1969, ci sono stati tre eventi importanti nella mia vita: ho avuto un bambino, sono diventata una femminista e ho organizzato il primo corso di Donne e Arte al Vassar College".

#### Orientalismo

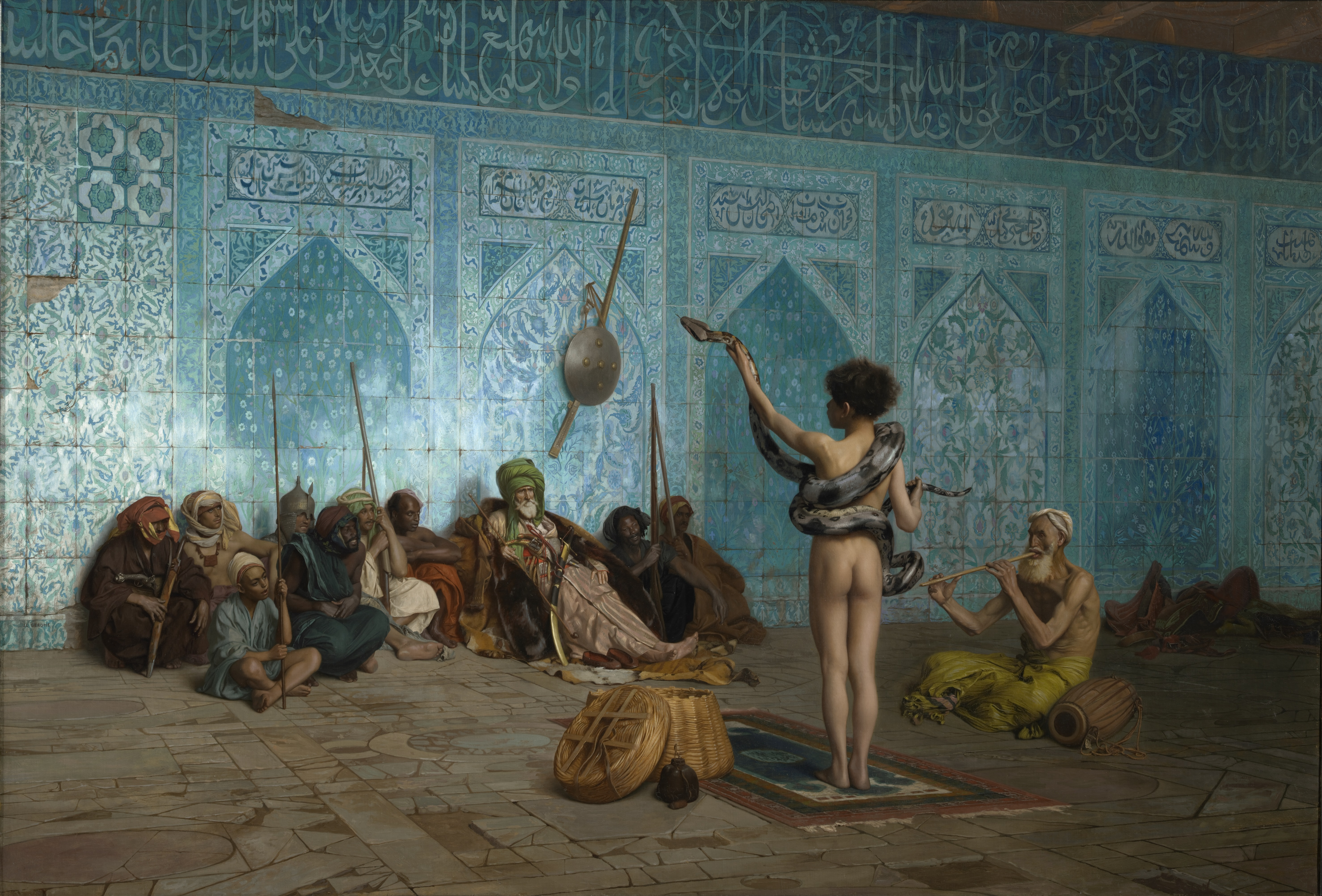
L'incantatore di serpenti

Dopo la pubblicazione del libro di Edward Said del 1978, Orientalismo, Nochlin è stata una dei primi storici dell'arte ad applicare le teorie dell'orientalismo allo studio della storia dell'arte. Nel suo articolo del 1983, The Imaginary Orient, ha sostenuto che l'orientalismo necessita di essere analizzato dal punto di vista della "particolare struttura di potere" in cui le opere sono nate. Con riferimento al colonialismo francese del XIX secolo. Nochlin si è concentrata principalmente sugli artisti francesi Jean-Leon Gérôme ed Eugène Delacroix, e sulle opere L'incantatore di serpenti e La morte di Sardanapalus, di tema "orientalista".
Nel dipinto L'incantatore di serpenti di Gérôme, realizzato verso la fine del 1860, Nochlin descrive il modo in cui l'autore aveva creato un senso di verosimiglianza, non solo nel rendere la scena con una precisione così realistica che porta quasi a dimenticare che si tratti di un dipinto, ma nel catturare i dettagli più minuti, come ad esempio le piastrelle, dipinte meticolosamente. Se il dipinto sembra documentare la vita alla corte ottomana, in realtà, secondo Nochlin, si tratterebbe della visione occidentale di un mondo misterioso. In La morte di Sardanapalus dipinto da Delacroix nel 1827, Nochlin osserva il modo in cui l'artista usa l'orientalismo per esplorare temi erotici e violenti. Questi ultimi, osserva la storica dell'arte, non riflettono necessariamente l'egemonia culturale della Francia, ma piuttosto esplorano lo sciovinismo e la misoginia della società francese dell'inizio del XIX secolo.

#### Rappresentare le donne
In Memoirs of an Ad Hoc Art Historian, l'introduzione al libro di saggi Representing Women, curato dall'autrice, Nochlin esamina la rappresentazione delle donne nell'arte del XIX secolo e i modi in cui la metodologia ad hoc è in gioco, come scrive, "Quello che sto mettendo in dubbio è la possibilità di un'unica metodologia - empirica, teorica o entrambe, o nessuna delle due - che è garantita in ogni caso, una sorta di vaselina metodologica che lubrifica l'ingresso nel problema e assicura un risultato perfetto ogni volta "e" [Sebbene] la 'metodologia' di questi pezzi possa essere descritta come ad hoc all'estremo, la natura politica di questo progetto è tutt'altro che ad hoc, perché c'è in gioco una questione etica preesistente, che è presente al centro dell'impresa: la questione delle donne e della loro rappresentazione nel mondo dell'arte". Qui Nochlin esamina l'intersezione del sé e della storia tra la metà del XVIII secolo e i primi decenni del XX, analizzando i diversi modi in cui gli artisti ritraggono le donne, e come queste rappresentazioni raffigurino il loro genere.

#### Lost andFound: ancora una volta la donna caduta

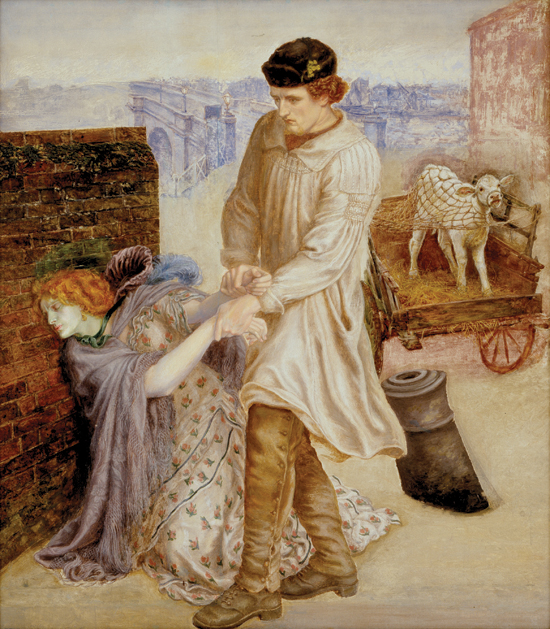
Dante Gabriel Rossetti, Found

Nel marzo 1978, Nochlin ha esaminato l'asimmetria sessuale della parola "caduto" e il modo in cui viene utilizzata in relazione al genere. Un uomo "caduto" viene associato ad un atto di eroismo, mentre una donna "caduta" richiama un concetto negativo, un'attività sessuale compiuta fuori dal matrimonio. La stessa differenziazione appare anche nell'arte, in quanto i caduti in senso maschile hanno ispirato monumenti scultorei, le "donne cadute" hanno colpito il fascino degli artisti del XIX secolo, come alcune delle opere di Dante Gabriel Rossetti, che dedicò al tema una serie di poesie e opere pittoriche, spingendolo alla creazione della sua opera più notevole: il dipinto Found, a cui lavorò per diversi decenni e che lasciò incompiuto alla sua morte, che ha per tema la prostituzione femminile (un uomo nel prestare soccorso ad una donna crollata sul ciglio della strada, la riconosce come la sua amata, una ragazza di campagna "caduta" nella prostituzione).

#### Perché non ci sono state grandi chef donne?
Il saggio di Nochlin Perché non ci sono state grandi artiste? non solo ha avuto un impatto sul modo in cui vediamo l'arte, ma ha anche influenzato il modo in cui le donne vengono apprezzate e riconosciute in tutte le carriere, ispirando, ad esempio, il saggio Why Have There Been No Great Women Chefs? di Charlotte Druckman. In esso l'autrice analizza i termini cuoco e chef, osservando il modo in cui ognuno di essi viene attribuito a un individuo in base al sesso. Il termine cuoca è spesso associato a una donna, mentre chef è solitamente riferito ad un uomo. Druckman sostiene che "In teoria, abbiamo fatto molta strada dall'idea che il posto di una donna sia nella cucina domestica e che l'unica cucina appropriata per un uomo sia quella professionale, ma in pratica, i fatti possono essere ridotti alla seguente equazione: donna : uomo come cuoco : chef. "Usando l'argomento di Nochlin in Perché non ci sono state grandi artiste?, Druckman osserva che "Diventa chiaro che non dobbiamo chiederci perché esistono queste sfumature semantiche, ma piuttosto da dove provengono, e se possiamo essere complici nel perpetuarle".

## Vita privata
Nochlin si è sposata due volte. La prima, nel 1953, sposò Philip H. Nochlin, un assistente professore di filosofia a Vassar, che morì sette anni dopo. Nel 1968 ha sposato Richard Pommer, uno storico dell'architettura. Nochlin ha avuto due figlie: Jessica, con Philip Nochlin, e Daisy, con Richard Pommer, il quale venne raffigurato insieme a Nochlin dall'artista Alice Neel nel 1973.
Linda Nochlin è morta all'età di 86 anni, il 29 ottobre 2017.

## Premi
- 1967: Arthur Kingsley Porter Prize per il miglior articolo pubblicato su The Art Bulletin
- 1978: Premio Frank Jewett Mather per la scrittura critica, The College Art Association
- 1977: Donna dell'anno, rivista Mademoiselle
- 1984-1985: AssociazioneGuggenheim
- 1985: Socia, Institute for Advanced Study
- 2003: Dottorato Honoris Causa, Harvard University
- 2006: Visionary Woman Award, Moore College of Art &amp; Design[30]
- Socia, Accademia americana delle arti e delle scienze
- Socia, Institute for the Humanities della New York University
- Socia, American Philosophical Society

## Pubblicazioni selezionate
Gli scritti pubblicati da Nochlin comprendono 156 opere in 280 pubblicazioni in 12 lingue.
- (EN) Linda Nochlin e Maura Reilly, Women Artists: The Linda Nochlin Reader, New York, Thames & Hudson, 2015, ISBN 9780500239292.
- (EN) Maura Reilly, Linda Nochlin (a cura di), Global feminisms : new directions in contemporary art, Catalogo della mostra tenuta a Brooklyn e a Wellsley nel 2007, Brooklyn, Brooklyn museum, 2007, ISBN 9781858943909.
- (EN) Linda Nochlin, Courbet, New York, Thames & Hudson, 2003, ISBN 978-0500286760.
- (EN) Linda Nochlin, Bathers, bodies, beauty: the visceral eye, Cambridge, MA., Harvard University Press, 2006, ISBN 0674021169.
- (EN) Linda Nochlin, "Why have there been no great women artists?" : thirty years after, in Carol Armstrong and Catherine de Zegher (a cura di), Women artists at the millennium, Cambridge, Mass, MIT, 2011,  pp. 21-32, OCLC 886923990.
- (EN) Linda Nochlin, The body in pieces: the fragment as a metaphor of modernity, London, Thames & Hudson, 2001, ISBN 0500283052.
- (EN) Linda Nochlin, Representing women, London, Thames & Hudson, 1999, ISBN 0500280983.
- (EN) Linda Nochlin, Issues of Gender in Cassatt and Eakins, in Stephen Eisenman (a cura di), Nineteenth Century Art: A Critical History, London, Thames & Hudson, 2007,  pp. 388-407, ISBN 978-0-500-28683-8.
- (EN) Linda Nochlin, The politics of vision: essays on nineteenth-century art and society, 2ª ed., New York, Harper & Row, 1991, ISBN 0064301877.
- (EN) Linda Nochlin, Women, art, and power, and other essays., New York, HarperCollins, 1988, ISBN 0064301834.
- (EN) Ann Sutherland Harris, Linda Nochlin, Women artists, 1550-1950, Catalogo della mostra, Los Angeles, Los Angeles County Museum of Art, 1976, ISBN 0-87587-073-2.
- (EN) Linda Nochlin, Why have there been no great women artists?, in ARTnews, 1971,  pp. 22-39.

 Linda Nochlin, Perché non ci sono state grandi artiste?, traduzione di Jessica Perna, Roma, Castelvecchi, 2014, ISBN 9788868267520.